# Mansuphantes mansuetus
Mansuphantes mansuetus là một loài nhện trong họ Linyphiidae.
Loài này thuộc chi Mansuphantes. Mansuphantes mansuetus được Tord Tamerlan Teodor Thorell miêu tả năm 1875.